# Arquebisbat de Valladolid

Escut de l'arquebisbat

L'Arquebisbat de Valladolid és una seu episcopal de l'Església Catòlica a Espanya, constituïda com a diòcesi el 1595 i com axidiòcesi el 1857. L'actual arquebisbe metropolità és Mons. Ricardo Blázquez Pérez.

## Territori
L'arquebisbat coincideix geogràficament amb la província de Valladolid, llevat pels municipis de Quintanilla del Molar i Roales de Campos, enclavaments de la província de Valladolid dins de la província de Zamora que pertanyen a la diòcesi de Zamora.
La seu arquebisbal és la Catedral de Nostra Senyora de la Asumpció, situada a la ciutat de Valladolid.
El territori comprèn 310 parròquies, agrupades en 4 vicaries:
- Ciutat (8 arxiprestats)
- Campos (3 arxiprestats)
- Duero (3 arxiprestats)
- Medina (4 arxiprestats)

L'arquebisbat té 5 diòcesis sufragànies:
- Àvila
- Ciudad Rodrigo
- Salamanca
- Segòvia
- Zamora

## Història
La diòcesi de Valladolid es constituí com a tal el 25 de desembre de 1595, mitjançant la butlla Pro excellenti del Papa Climent VIII, a partir de territoris del bisbat de Palència. La creació de la diòcesi posà punt final al conflicte secular entre l'abat de Valladolid i el bisbe de Palència.
El 1668 es consagra la Catedral de Nostra Senyora de la Asumpció, seu de la diòcesi. Posteriorment, després de la signatura del concordat entre Espanya i la Santa Seu el 1851, el 4 de juliol de 1857 va ser elevada al rang d'arxidiòcesi metropolitana. El 1855 es creà el seminari diocesà.
El 1955 el territori diocesà va ser considerablement ampliat fins als llindars actuals.

## Bisbes i arquebisbes

### Bisbes de Valladolid
- Bartolomé de la Plaza (1596 - 1600)
- Juan Bautista de Acevedo (1601 - 1606)
- Juan Vigil de Quiñones y Labiada (1607 - 1616, nomenat Bisbe de Segòvia)
- Francisco Sobrino Morillas (1616 - 1618)
- Enrique Pimentel Zúñiga (1619 - 1623, nomenat Bisbe de Conca)
- Alfonso López Gallo (1624 - 1627)
- Juan Torres de Osorio (1627 - 1632)
- Gregorio Pedrosa Casares, O.S.H. (1633 - 1645)
- Juan Merino López, O.F.M. (1647 - 1663)
- Francisco de Seijas Losada (1664 - 1670, nomenat Bisbe de Salamanca)
- Jacinto de Boada y Montenegro (1670 - 1671)
- Gabriel de la Calle y Heredia (1671 - 1682)
- Diego de la Cueva y Aldana (1683 - 1707)
- Andrés Orueta Barasorda (1708 - 1716)
- José de Talavera Gómez de Eugenio, O.S.H. (1716 - 1727)
- Julián Domínguez y Toledo (1728 - 1743)
- Martín Delgado Cenarro y Lapiedra (1743 - 1753)
- Isidoro Cossío Bustamente (1754 - 1768)
- Manuel Rubín Celis (1768 - 1773, nomenat Bisbe de Cartagena)
- Antonio Joaquín Soria (1773 - 1784)
- Manuel Joaquín Morón (1785 - 1801)
- Juan Antonio Pérez Hernández de Larrea (1802 - 1803)
- Vicente José Soto Valcárce (1803 - 1818)
- Juan Baltasar Toledano (1824 - 1830)
- José Antonio de Rivadeneyra (1830 - 1856)

### Arquebisbes de Valladolid
- Luis de la Lastra y Cuesta (1857 - 1863, nomenat arquebisbe de Sevilla)
- Juan de la Cruz Ignacio Moreno y Maisanove (1863 - 1875, nomenat arquebisbe de Toledo)
- Fernando Blanco y Lorenzo, O.P. (1875 - 1881)
- Benito Sanz y Forés (1881 - 1889, nomenat arquebisbe de Sevilla)
- Mariano Miguel Gómez Alguacil y Fernández (1889 - 1891)
- Antonio María Cascajares y Azara (1891 - 1901, nomenat arquebisbe de Saragossa)
- José María Justo Cos y Macho (1901 - 1919)
- Remigio Gandásegui y Gorrochátegui (1920 - 1937)
- Antonio García y García (1938 - 1953)
- José García y Goldaraz (1953 - 1970)
- Félix Romero Menjíbar (1970 - 1974)
- José Delicado Baeza (1975 - 2002)
- Braulio Rodríguez Plaza (2002 - 2009, nomenat arquebisbe de Toledo)
- Ricardo Blázquez Pérez (2010-